# S.O.S. (Jonas Brothers)
S.O.S. è un singolo dei Jonas Brothers proveniente dall'album The Jonas Brothers pubblicato nel 2008. Questa canzone è stata scritta da Nick Jonas che si ispira ad una storia vera.

## Video
Il video inizia con una ripresa di una nave dove ci sono diversi ragazzi che subito corrono a sentire i Jonas Brothers in una loro esibizione sulla nave. Nick è intento a conquistare una ragazza, ma non ci riesce, allora ci prova il fratello maggiore Joe e neanche ci riesce. Il video si conclude con i fratelli Jonas che trovano un gruppo di ragazze sulla nave a cui corrono subito dietro, cercando di fare nuove conquiste.

## Charts
| Chart (2007-2008)                | Peak position |
| -------------------------------- | ------------- |
| Australian ARIA Singles Chart    | 47            |
| Belgian Singles Chart (Flanders) | 8             |
| Belgian Singles Chart (Wallonia) | 17            |
| Billboard Canadian Hot 100       | 49            |
| German Singles Chart             | 26            |
| Irish Singles Chart              | 14            |
| Italian FIMI Singles Chart       | 21            |
| Portugal Singles Chart           | 5             |
| Swedish Singles Chart            | 28            |
| U.S. Billboard Hot 100           | 19            |
| U.S. Billboard Pop 100           | 5             |
| Official Singles Chart           | 13            |